# HMS Winchester (1822)
HMS Winchester — 60-пушечный парусный фрегат британского флота. Заложен в 1816 году на королевской верфи в Вулвиче, спущен на воду 21 июня 1822 года. Хотя официально закладывался как 60-пушечный, все корабли этого типа были вооружены 52 пушками. С 1831 по 1861 годы служил у берегов Северной Америки и Юго-Восточной Азии. Трижды менял название. В 1851 году, вместе с пароходом HMS Barracouta, открыл для европейцев залив Петра Великого (залив Виктории).

## Служба в Королевском флоте
С 1822 по 1839 год был флагманским кораблем Североамериканской и Вест-Индской станции. Его капитаном был Чарльз Остин, брат писательницы Джейн Остин. В 1842—1846 годы — в Капской колонии, флагман адмирала Перси, капитан Чарльз Иден (англ. Charles Eden).
С 1852 (капитан Гренвил Лох англ. Granville Gower Loch), переведен на Ост-Индскую и Китайскую станцию, флагман адмирала Пелью (англ. Fleetwood Pellew). В 1852—1853 гг. принимал участие во Второй Англо-бирманской войне. В 1853—1854 гг. сделал заходы в гавани Сингапура, Гонконга и Гуанчжоу. В 1854—1855 гг. Winchester отражал нападения пиратов в Южно-Китайском море. 
В конце 1850-х (капитан Томас Вильсон, англ. Thomas Wilson) участвовал в сражениях во Второй Опиумной войне.

### Открытие русских берегов
В августе 1855 года, во время Крымской войны, вместе с паровым шлюпом Barracouta искал русскую эскадру. В этом походе открыл берега южного Приморья. «Винчестер» и «Барракуда» вошли в воды залива Петра Великого, нанеся его на карту как залив Виктории. Посетили бухту Золотой Рог, названную именем штурмана «Винчестера» Мэя — Порт Мэй. «Барракуда» обследовала также остров Путятина и залив Находка. Корабли дали наименования многим другим другим географическим объектам побережья Приморского края.
В Англии офицер «Барракуды» Тронсон опубликовал свои воспоминания об открытых берегах.

### Учебный корабль
В 1861 году корабль вернулся в Англию, в том же году переоборудован в учебный корабль в Ливерпуле, переименован в HMS Conway. В 1876 году ему на смену пришёл фрегат Nile, а HMS Conway был возвращен Адмиралтейству и переименован в HMS Mount Edgcumbe.

## После службы
В 1877 передан флотом обществу профессионального образования Devon and Cornwall Industrial Training Ship Association в Плимуте и стал учебным судном для беспризорных детей Mount Edgcumbe. В этом качестве стоял на приколе в Девонпорте до 1920 года. Продан на слом 8 апреля 1921 года.